# Chlorbenzen
Chlorbenzen je aromatická organická sloučenina se sumárním vzorcem C6H5Cl. Tato bezbarvá hořlavá kapalina je běžně používaným rozpouštědlem a také meziproduktem pro výrobu dalších chemikálií.

## Použití
Chlorbenzen se dříve používal při výrobě některých pesticidů, zejména DDT reakcí s chloralem (trichloracetaldehydem), ale toto použití již není aktuální, vzhledem k výraznému omezení používání DDT. V určité době byl chlorbenzen hlavním prekurzorem při výrobě fenolu:
C6H5Cl + NaOH → C6H5OH + NaCl
V roce 2005 bylo hlavní oblastí použití chlorbenzenu jeho využití jako meziprodukt pro výrobu herbicidů, barviv a pryže. Chlorbenzen se používá také jako vysokovroucí rozpouštědlo pro mnoho průmyslových aplikací a v laboratoři. Specifickým použitím je nitrace chlorbenzenu na nitrochlorbenzen, který se pak převádí na fenolové, anisolové a anilinové deriváty.

## Syntéza
Chlorbenzen byl poprvé popsán v roce 1851, kdy byl připraven reakcí fenolu a chloridu fosforečného. Nyní se vyrábí chlorací benzenu za přítomnosti katalytického množství Lewisovy kyseliny, například chloridu železitého:
Katalyzátor zesiluje elektrofilní účinek chloru. Protože je chlor elektronegativní, C6H5Cl vykazuje sníženou citlivost na jiné elektrofily. Z tohoto důvodu vzniká při chloračním procesu pouze malé množství dichlor- a trichlorbenzenu.

## Bezpečnost
Chlorbenzen vykazuje „nízkou až mírnou“ toxicitu, jak odpovídá dávce LD50 2,9 g/kg.